# Qualcosa di grande (Coez)
Qualcosa di grande è un singolo del cantautore e rapper italiano Coez, pubblicato il 13 giugno 2025 come terzo estratto dall'ottavo album in studio 1998.

## Descrizione
Il brano, scritto dallo stesso cantautore con Dargen D'Amico, è prodotto da Pietro Paroletti, in arte Golden Years.

## Video musicale
Il video musicale, diretto da Marco Proserpio, è stato pubblicato in concomitanza all'uscita del brano attraverso il canale YouTube del cantautore.

## Tracce
Testi di Silvano Albanese e Jacopo Matteo Luca D'Amico, musiche di Niccolò Contessa e Pietro Paroletti.
1. Qualcosa di grande – 2:41

## Formazione
- Coez – voce
- Golden Years – programmazione, produzione

## Classifiche
| Classifica (2025) | Posizione massima |
| ----------------- | ----------------- |
| Italia            | 53                |